# Manilal Gandhi
Manilal Mohandas Gandhi (Rajkot, 28 de outubro de 1892 – Durban, 5 de abril de 1956) foi o segundo filho de Mohandas "Mahatma" Gandhi e Kasturba Gandhi.

## Biografia
Manilal nasceu em Rajkot, na então Índia Britânica, atual estado indiano de Guzerate. Sua infância foi vivida em Rajkot e em 1897 ele viajou junto com a família para a Colónia de Natal, em Durban, e depois na colônia de Transvaal, em Johannesburg, ambas atualmente na África do Sul. Entre 1906 e 1914 ele viveu em Phoenix Settlement (em KwaZulu-Natal) e Tolstoy Farm (em Gauteng), ambos assentamentos estabelecidos por seu pai.
Após uma rápida visita à Índia em 1917, retornou à África do Sul para participar da criação do Indian Opinion, uma publicação semanal bilíngue guzerate-inglês, em Phoenix, Durban. Em 1918, Manilal já realizava a maior parte do trabalho e 1920 assumiu como editor.
Em 1927, Manilal casou-se com Sushila Mashruwala (1907–1988), e com ela teve duas filhas, Sita (n. 1928) e Ela (n. 1940) e um filho, Arun (n. 1934). 
Da mesma forma que seu pai, Manilal também foi mandado à prisão várias vezes pelo governo colonial britânico após protestos contra leis arbitrárias. Ele esteve dentre as 79 pessoas que iniciaram a marcha para acompanhar Gandhi na Marcha do Sal de 1930, participação pela qual ele foi preso.
Ele permaneceu como editor do Indian Opinion até 1956, o ano de sua morte. Manilal morreu de trombose cerebral que se seguiu a um derrame.

## Legado
Os filhos de Manilal, Arun e Ela, também são ativistas políticos. Uma D. Mesthrie, a filha de Sita, publicou uma biografia sobre Manilal em 2003.